# Neprosjjonnyj
Neprosjjonnyj (russisk: Непрощённый) er en russisk spillefilm fra 2018 af Sarik Andreasjan.

## Medvirkende
- Dmitrij Nagijev som Vitalij Kalojev
- Marjan Avetisyan som Svetlana Kalojeva
- Artjom Shkljaev som Konstantin "Kostja" Kalojev
- Karina Kagramanjan som Diana Kalojeva
- Samvel Muzhikyan som Jurij Kalojev